# Арнесен, Франк
Франк А́рнесен (дат. Frank Arnesen; род. 30 сентября 1956, Копенгаген) — датский футболист и футбольный функционер. Выступал на позиции атакующего полузащитника.

## Клубная карьера
Франк Арнесен начал свою футбольную карьеру с датском клубе «Фремад Амагер». В ноябре 1975 года Франк перешёл в нидерландский «Аякс» из Амстердама, на тот момент Арнесену было всего 19 лет. Вместе с Франком в «Аякс» перешёл и другой молодой игрок Сёрен Лербю, которому было 17 лет.
Арнесен дебютировал за амстердамский клуб 7 марта 1976 года в матче против «Утрехта», который завершился со счётом 1:1. Всего в составе «Аякса» Франк провёл 6 сезонов, проведя 212 матчей и забив 74 мяча. Арнесен трижды выигрывал с «Аяксом» титул чемпиона Нидерландов в 1977, 1979 и 1980 году, а также становился обладателем Кубка Нидерландов 1979 года, обыграв в финальном матче «Твенте» со счётом 3:0.
Летом 1981 года Арнесен был куплен испанской «Валенсией», где за два проведённых года Франк провёл 36 матчей и забил 10 мячей. Затем в течение двух лет Арнесен выступал за бельгийский «Андерлехт». В ноябре 1985 года Арнесен вернулся в Нидерланды и стал игроком ПСВ из Эйндховена, извечных соперников «Аякса». В «ПСВ» Франк провёл три великолепных сезона, выиграв подряд три титула чемпиона Нидерландов 1986, 1987 и 1988 года. На тот момент в ПСВ выступало много датчан, среди которых были: Ян Хайнце, Сёрен Лербю и Иван Нильсен. В 1988 году Франк выиграл свой второй в жизни Кубок Нидерландов, а также стал обладателем Кубка Чемпионов, хотя и не сыграл в финальном матче из-за травмы.

## Сборная Дании
За национальную сборную Дании Франк дебютировал в 1977 году в товарищеском матче против сборной Швеции, который завершился поражением датчан со счётом 1:0. Арнесен был участником чемпионата Европы 1984, на котором его сборная дошла до полуфинала турнира. Франк также участвовал на чемпионате мира 1986, на котором его сборная выступила неудачно, уступив на стадии 1/8 финала сборной Испании со счётом 5:1. Всего Франк Арнесен провёл за сборную 52 матча и забил 14 мячей. В 1987 году Франк завершил международную карьер сразу после того как его сборная квалифицировалась на чемпионат Европы 1988.

## Статистика

### Выступления за клубы
| Клуб             | Сезон            | Чемпионат | Чемпионат | Кубок | Кубок | Еврокубки | Еврокубки | Итого | Итого |
| Клуб             | Сезон            | Игры      | Голы      | Игры  | Голы  | Игры      | Голы      | Игры  | Голы  |
| ---------------- | ---------------- | --------- | --------- | ----- | ----- | --------- | --------- | ----- | ----- |
| Аякс             | 1975/76          | 13        | 3         | 0     | 0     | 0         | 0         | 13    | 3     |
| Аякс             | 1976/77          | 23        | 2         | 0     | 0     | 2         | 0         | 25    | 2     |
| Аякс             | 1977/78          | 31        | 11        | 7     | 2     | 6         | 0         | 44    | 13    |
| Аякс             | 1978/79          | 34        | 13        | 7     | 2     | 6         | 1         | 47    | 16    |
| Аякс             | 1979/80          | 26        | 7         | 7     | 8     | 7         | 4         | 40    | 19    |
| Аякс             | 1980/81          | 32        | 15        | 7     | 3     | 4         | 3         | 43    | 21    |
| Аякс             | Итого            | 159       | 51        | 28    | 15    | 31        | 8         | 212   | 74    |
| Всего за карьеру | Всего за карьеру | 0         | 0         | 0     | 0     | 0         | 0         | 0     | 0     |

### Матчи Арнесена за сборную Дании
| Матчи Арнесена за сборную Дании | Матчи Арнесена за сборную Дании | Матчи Арнесена за сборную Дании | Матчи Арнесена за сборную Дании | Матчи Арнесена за сборную Дании | Матчи Арнесена за сборную Дании     |
| ------------------------------- | ------------------------------- | ------------------------------- | ------------------------------- | ------------------------------- | ----------------------------------- |
| №                               | Дата                            | Соперник                        | Счёт                            | Голы Арнесена                   | Соревнование                        |
| 1                               | 5 октября 1977                  | Швеция                          | 0:1                             | —                               | Товарищеский матч                   |
| 2                               | 24 мая 1978                     | Ирландия                        | 3:3                             | —                               | Чемпионат Европы 1980 (отбор)       |
| 3                               | 31 мая 1978                     | Норвегия                        | 2:1                             | 1                               | Чемпионат Северной Европы 1978—1980 |
| 4                               | 28 июня 1978                    | Исландия                        | 0:0                             | —                               | Товарищеский матч                   |
| 5                               | 16 августа 1978                 | Швеция                          | 2:1                             | —                               | Чемпионат Северной Европы 1978—1980 |
| 6                               | 20 сентября 1978                | Англия                          | 3:4                             | 1                               | Чемпионат Европы 1980 (отбор)       |
| 7                               | 11 октября 1978                 | Болгария                        | 2:2                             | —                               | Чемпионат Европы 1980 (отбор)       |
| 8                               | 2 мая 1979                      | Ирландия                        | 0:2                             | —                               | Чемпионат Европы 1980 (отбор)       |
| 9                               | 9 мая 1979                      | Швеция                          | 2:2                             | —                               | Товарищеский матч                   |
| 10                              | 6 июня 1979                     | Северная Ирландия               | 4:0                             | —                               | Чемпионат Европы 1980 (отбор)       |
| 11                              | 12 сентября 1979                | Англия                          | 0:1                             | —                               | Чемпионат Европы 1980 (отбор)       |
| 12                              | 26 сентября 1979                | Финляндия                       | 1:0                             | —                               | Чемпионат Северной Европы 1978—1980 |
| 13                              | 31 октября 1979                 | Болгария                        | 0:3                             | —                               | Чемпионат Европы 1980 (отбор)       |
| 14                              | 4 июня 1980                     | Норвегия                        | 3:1                             | 1                               | Чемпионат Северной Европы 1978—1980 |
| 15                              | 27 сентября 1980                | Югославия                       | 1:2                             | 1                               | Чемпионат мира 1982 (отбор)         |
| 16                              | 15 октября 1980                 | Греция                          | 0:1                             | —                               | Чемпионат мира 1982 (отбор)         |
| 17                              | 1 ноября 1980                   | Италия                          | 0:2                             | —                               | Чемпионат мира 1982 (отбор)         |
| 18                              | 19 ноября 1980                  | Люксембург                      | 4:0                             | 2                               | Чемпионат мира 1982 (отбор)         |
| 19                              | 1 мая 1981                      | Люксембург                      | 2:1                             | 1                               | Чемпионат мира 1982 (отбор)         |
| 20                              | 14 мая 1981                     | Швеция                          | 2:1                             | —                               | Чемпионат Северной Европы 1981—1983 |
| 21                              | 3 июня 1981                     | Италия                          | 3:1                             | 1                               | Чемпионат мира 1982 (отбор)         |
| 22                              | 9 сентября 1981                 | Югославия                       | 1:2                             | —                               | Чемпионат мира 1982 (отбор)         |
| 23                              | 23 сентября 1981                | Норвегия                        | 2:1                             | 1                               | Чемпионат Северной Европы 1981—1983 |
| 24                              | 14 октября 1981                 | Греция                          | 3:2                             | 1                               | Чемпионат мира 1982 (отбор)         |
| 25                              | 5 мая 1982                      | Швеция                          | 1:1                             | 1                               | Чемпионат Северной Европы 1981—1983 |
| 26                              | 19 мая 1982                     | Австрия                         | 0:1                             | —                               | Товарищеский матч                   |
| 27                              | 27 мая 1982                     | Бельгия                         | 1:0                             | —                               | Товарищеский матч                   |
| 28                              | 16 ноября 1983                  | Греция                          | 2:0                             | —                               | Чемпионат Европы 1984 (отбор)       |
| 29                              | 16 мая 1984                     | Чехословакия                    | 0:1                             | —                               | Товарищеский матч                   |
| 30                              | 6 июня 1984                     | Швеция                          | 1:0                             | —                               | Товарищеский матч                   |
| 31                              | 8 июня 1984                     | Болгария                        | 1:1                             | —                               | Товарищеский матч                   |
| 32                              | 12 июня 1984                    | Франция                         | 0:1                             | —                               | Чемпионат Европы 1984               |
| 33                              | 16 июня 1984                    | Югославия                       | 5:0                             | 2                               | Чемпионат Европы 1984               |
| 34                              | 19 июня 1984                    | Бельгия                         | 3:2                             | 1                               | Чемпионат Европы 1984               |
| 35                              | 24 июня 1984                    | Испания                         | 1:1 (4:5 пен.)                  | —                               | Чемпионат Европы 1984               |
| 36                              | 14 ноября 1984                  | Ирландия                        | 3:0                             | —                               | Чемпионат мира 1986 (отбор)         |
| 37                              | 8 мая 1985                      | ГДР                             | 4:1                             | —                               | Товарищеский матч                   |
| 38                              | 5 июня 1985                     | СССР                            | 4:2                             | —                               | Чемпионат мира 1986 (отбор)         |
| 39                              | 11 сентября 1985                | Швеция                          | 0:3                             | —                               | Товарищеский матч                   |
| 40                              | 25 сентября 1985                | СССР                            | 0:1                             | —                               | Чемпионат мира 1986 (отбор)         |
| 41                              | 9 октября 1985                  | Швейцария                       | 0:0                             | —                               | Чемпионат мира 1986 (отбор)         |
| 42                              | 16 октября 1985                 | Норвегия                        | 5:1                             | —                               | Чемпионат мира 1986 (отбор)         |
| 43                              | 13 ноября 1985                  | Ирландия                        | 4:1                             | —                               | Чемпионат мира 1986 (отбор)         |
| 44                              | 13 мая 1986                     | Норвегия                        | 0:1                             | —                               | Товарищеский матч                   |
| 45                              | 16 мая 1986                     | Польша                          | 1:0                             | —                               | Товарищеский матч                   |
| 46                              | 4 июня 1986                     | Шотландия                       | 1:0                             | —                               | Чемпионат мира 1986                 |
| 47                              | 8 июня 1986                     | Уругвай                         | 6:1                             | —                               | Чемпионат мира 1986                 |
| 48                              | 13 июня 1986                    | ФРГ                             | 2:0                             | —                               | Чемпионат мира 1986                 |
| 49                              | 29 октября 1986                 | Финляндия                       | 1:0                             | —                               | Чемпионат Европы 1988 (отбор)       |
| 50                              | 12 ноября 1986                  | Чехословакия                    | 0:0                             | —                               | Чемпионат Европы 1988 (отбор)       |
| 51                              | 29 апреля 1987                  | Финляндия                       | 1:0                             | —                               | Чемпионат Европы 1988 (отбор)       |
| 52                              | 3 июня 1987                     | Чехословакия                    | 1:1                             | —                               | Чемпионат Европы 1988 (отбор)       |

Итого: 52 матча / 14 голов; 27 побед, 9 ничьих, 16 поражений.

## Достижения

### Командные
Аякс
- Чемпион Нидерландов (3): 1976/77, 1978/79, 1979/80
- Обладатель Кубка Нидерландов: 1979

ПСВ
- Чемпион Нидерландов (3): 1985/86, 1986/87, 1987/88
- Обладатель Кубка Нидерландов: 1988
- Обладатель Кубка европейских чемпионов: 1988

### Личные
- Входит в состав символической сборной чемпионата Европы: 1984
- Введён в Зал славы датского футбола

## Карьера спортивного менеджера
После завершения игровой карьеры Франк работал ассистентом главного тренера ПСВ сэра Бобби Робсона в период с 1991 по 1993 год, а в 1994 году Арнесен стал генеральным директором клуба. Арнесен провёл в качестве директора ПСВ 10 лет и по праву причастен к открытию таких футбольных талантов как Роналдо, Яп Стам, Руд ван Нистелрой и Арьен Роббен.
В мае 2004 года Арнесен занял пост менеджера в английском «Тоттенхэм Хотспур» с обязанностями проводить трансферы футболистов и заниматься поиском молодых талантов, в то время как тренеру Жаку Сантини досталась работа по обработке ежедневных учебных тренировок с соответствующими установками, чем занимался Арнесен когда был ассистентом тренера в ПСВ. Но Сантини не справился с этой работой и в течение месяца со ссылкой на личные проблемы покинул клуб. Арнесен сразу же пригласил на место ассистента тренера Мартина Йола.
Арнесен покинул «Тоттенхэм» 4 июня 2005 года, выразив желание перейти в лондонский «Челси». Позже Арнесен был сфотографирован 22 июня на борту яхты российского миллиардера и владельца лондонского «Челси» Романа Абрамовича. Арнесена «Челси» порекомендовал Пит де Виссер.
24 июня «Челси» объявил о том, что достигнуты финансовые урегулирования, и «Тоттенхему» выплачены 5 млн фунтов стерлингов, однако широко сообщалось, что эта сумма дошла до 8 млн фунтов стерлингов. Арнесен «переехав» в «Челси» стал выполнять роль главы скаутов, отвечающего за раскрытие футбольных талантов. Арнесен сыграл ключевую роль в переходе Саломона Калу и Джона Оби Микеля в «Челси».
23 мая 2011 года заключил контракт с футбольной командой «Гамбург». Здесь он занимал пост спортивного директора, а также был членом правления клуба до конца января 2014 года.

### Трансферные махинации
19 сентября 2006 Арнесен стал частью программы Би-би-си под названием «Изучение английского трансферного рынка». Рассказывалось о том что Арнесен предлагал «Мидлсбро» за 15 летнего игрока Натана Порритта 150 тыс. фунтов стерлингов, только за то чтобы игрок перешёл в «Челси» через три года, хотя Арнесену было сообщено, что этот молодой игрок хотел бы остаться именно в «Мидлсбро». Данное трансферное предложение Арнесена по всем законам ФА по процедуре трансфера являлось незаконным.
Лондонский «Челси» был обвинён в переговорах по переходу Эшли Коула в команду, без ведома лондонского «Арсенала», чьим игроком Коул и являлся на тот момент (в 2005 году). В докладе на Би-би-си в программе «Панорама», было сказано, что ФА будет вести расследование по данным инцидентам, и в случае признания ФК «Челси» виновными, наказание может быть связано со снятием с них очков в чемпионате Англии. Тем не менее, программа была подвергнута критике за отсутствие контроля её содержания.